# Federico IX de Brandeburgo
Federico IX de Brandeburgo (Brandeburgo, 22 de marzo de 1588-Słońsk, 19 de mayo de 1611), fue Margrave de Brandenburgo, hijo de Juan Jorge de Brandeburgo y de Isabel de Anhalt-Zerbst.

## Vida
Federico era un miembro de la Casa de Hohenzollern, e hijo del príncipe elector Juan Jorge de Brandeburgo (1525-1598) y de su tercera esposa Isabel de Anhalt-Zerbst (1563-1607), hija del príncipe Joaquín Ernesto de Anhalt. Fue educado en Frankfurt y Tübingen y emprendió un extenso viaje a través de Europa.
En 1594, fue nombrado coadjutor y luego, en 1610, elegido como Herrenmeister ("Maestre de los Caballeros", equivalente a Gran Maestre) de la Orden de San Juan. Murió a la edad de 23 años y fue enterrado en la iglesia parroquial de Küstrin.

## Ancestros
| Federico IX de Brandeburgo | Padre: Juan Jorge de Brandeburgo | Abuelo paterno: Joaquín II de Brandeburgo      | Bisabuelo paterno: Joaquín I Néstor de Brandenburgo       |
| Federico IX de Brandeburgo | Padre: Juan Jorge de Brandeburgo | Abuelo paterno: Joaquín II de Brandeburgo      | Bisabuela materna: Isabel de Dinamarca                    |
| Federico IX de Brandeburgo | Padre: Juan Jorge de Brandeburgo | Abuela materna: Magdalena de Sajonia           | Bisabuelo paterno Jorge de Sajonia                        |
| Federico IX de Brandeburgo | Padre: Juan Jorge de Brandeburgo | Abuela materna: Magdalena de Sajonia           | Bisabuela paterna: Bárbara Jagellón                       |
| Federico IX de Brandeburgo | Madre: Isabel de Anhalt-Zerbst   | Abuelo materno: Joaquín Ernesto de Anhalt      | Bisabuelo materno: Juan V de Anhalt-Zerbst                |
| Federico IX de Brandeburgo | Madre: Isabel de Anhalt-Zerbst   | Abuelo materno: Joaquín Ernesto de Anhalt      | Bisabuela materna: Margarita de Brandenburgo              |
| Federico IX de Brandeburgo | Madre: Isabel de Anhalt-Zerbst   | Maternal Grandmother: Agnes de Barby-Mühlingen | Maternal Great-grandfather: Wolfgang I de Barby-Mühlingen |
| Federico IX de Brandeburgo | Madre: Isabel de Anhalt-Zerbst   | Maternal Grandmother: Agnes de Barby-Mühlingen | Maternal Great-grandmother: Agnes de Mansfeld             |